# Gaetano Ferri (pittore 1797)

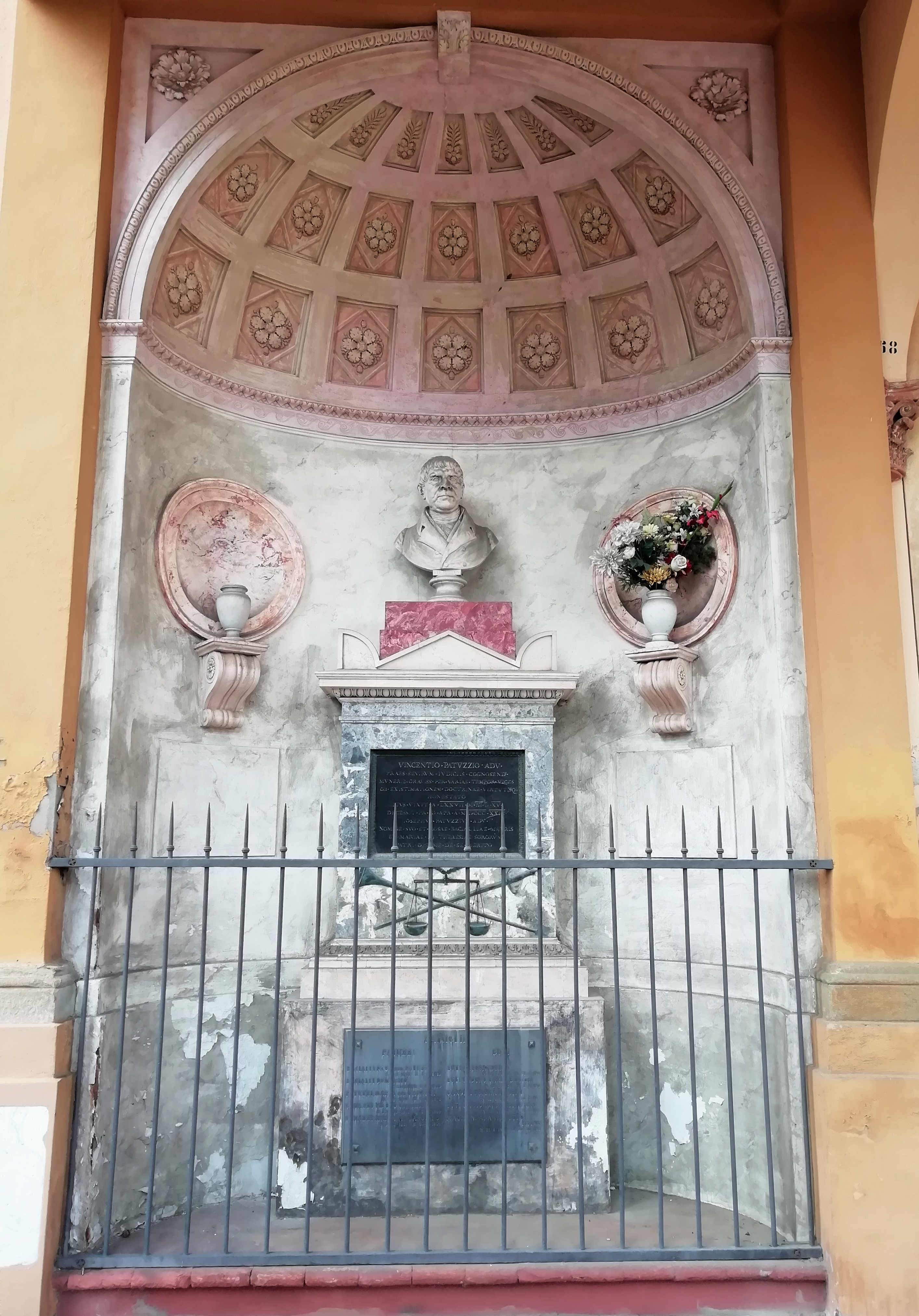
Monumento di Vincenzo Patuzzi nel terzo chiostro della Certosa di Bologna

Gaetano Ferri (1797 circa – 1836 circa) è stato un pittore italiano specializzato negli ornati.

## Biografia
Fu allievo di Luigi Basoli all'Accademia di belle arti di Bologna, con il quale collaborò a molte opere. Fu professore di disegno a Macerata ed espose più volte presso l'Accademia Pontificia.
Fu particolarmente attivo alla Certosa di Bologna, dove fu decoratore di numerosi monumenti funebri di personaggi illustri, come Vincenzo Patuzzi, Teresa Rusconi e Domenico Tesi. Come progettista si interessò al monumento funebre della famiglia Rodati eseguito da Giuseppe Leonardi e Agostino Canturio.